# Sebastian Laverny
Sebastian Laverny (* 1969 in Lübeck, mit bürgerlichem Namen Sebastian Hernández Tolon) ist ein spanischer Dirigent, Komponist und Jazzpianist.

## Leben und Wirken
Als Sohn des spanischen Violin-Virtuosen Gustavo Hernández Laverny erhielt Sebastian Laverny schon früh eine klassische Musikausbildung (u. a. Lübecker Knabenkantorei) und lernte Violine, Viola (Gustavo Hernández Laverny), Klavier (Gotlinde Sudau) und Dirigieren (Georg Kardos). Kompositionsunterricht erteilten ihm Asmus Heß und Heinrich Poos. Gleichzeitig entdeckte er sein Interesse für den Jazz und gründete inspiriert durch Manhattan Transfer das Vocal Jazz Ensemble. Mit Gershwins Rhapsody in Blue gastierte er 1987 als Jungpianist in Kopenhagen, Kiel und Flensburg. Es folgten weitere Konzertreisen, u. a. nach Moskau, Montreal, Göteborg und Madrid. 1988 nahm er das Musikstudium an der Hochschule der Künste Berlin bei Ingeborg Peukert (Klavier) und Carl August Bünte (Dirigieren) auf und leitete das Sinfonieorchester "Junges Ensemble Berlin". Gleichzeitig machte er sich einen Namen in der Berliner Jazz-Szene, wichtige Impulse erhielt er dabei von seinem Lehrer Walter Norris.
Nach seinem Diplom-Abschluss entschied sich Laverny für die klassische Laufbahn und trat zunächst Engagements in Linz und Bremen an (Solorepetitor am Theater Linz, stellvertretender Dirigent der Linzer Singakademie, Solorepetitor und Kapellmeister am Theater Bremen). Zudem unterrichtete er Jazz-Klavier an der Hochschule für Künste Bremen.
1995 kam er als Chordirektor und Kapellmeister an das Theater Trier. Seit 2001 ist er als Chordirektor und Kapellmeister am Staatstheater Mainz engagiert. Dort etablierte er die bundesweit einzigartige Konzertreihe "Ein beflügelter Opernchor" und wirkte besonders im Bereich des Cross-Over mit Jazz-Sinfonisch-Projekten. Seit 2009 ist er als Jazz-Pianist im Sebastian Laverny Quartett deutschlandweit unterwegs, das sich ebenfalls um die Vereinbarkeit von Klassik und Jazz bemüht. Laverny arbeitete u. a. mit Montserrat Caballé, Coco Schumann, Rick Abao, Oleg Berlin, Charly Antolini, Gerald Stütz, Götz Ommert, Mark Eitzel, Malte Schaefer und Hendrik Meurkens. Zudem wirkt er als Arrangeur (Werder Bremen Big-Band, Staatsorchester Rheinische Philharmonie, Staatstheater Mainz, Bundesgartenschau Koblenz), Musik-Lektor und Komponist (Schott Music). CD-Aufnahmen, Fernsehauftritte (NDR, SWR) und Hörfunk-Aufnahmen (RBB, Deutschlandfunk, SWR4) dokumentieren sein Schaffen.

## Werke und Aufnahmen
Orchesterwerke
- Der Elefantenpups. Ein tierischer Geheimplan
- Blaubarts letzte Frau. Ein Kriminal-Einakter

Kammermusik
- Hochzeits-Fuge für Orgel oder Klavier
- Phantastische Fuge für 8 Bratschen

Vokalwerke
- Adventliche Marien-Betrachtung für 4-stimmigen Doppelchor und Orgel
- Spinne. Miniatur-Geschichte für Sopran, Bariton und doppeltes Streichquartett

Jazz-Kompositionen
- Amor de Diós
- Boo Bee Blues
- Boo Bee Jump
- Casino Royal
- Down The Creek
- Drum Battle
- Flutterby
- Komm mit mir in die Karibik
- Miss Squirrel
- Walking Through The Park

CD-Einspielungen
- Sarema – Die Rose vom Kaukasus; Alexander von Zemlinsky mit Karin Clark, Laszlo Lukas, Norbert Kleinhenn, Andreas Scheel, Juri Zinovenko, Nick Herbosch, Florian Simson, Chor und Extrachor des Stadttheaters Trier (Einstudierung: Sebastian Laverny), Städtisches Orchester Trier unter der Leitung von István Dénes. Koch International 1996.
- Frohes Fest mit dem Odeon Jazz Quartett und den Swinging Voices unter der Leitung von Sebastian Laverny. Leico 2000.
- Mit der Bimmelbahn hinaus aufs Land mit dem Odeon Jazz Quartett und den Swinging Voices unter der Leitung von Sebastian Laverny. Leico 2002.
- Jazz 2002 mit dem Odeon Jazz Quartett und den Swinging Voices unter der Leitung von Sebastian Laverny. Leico 2002.
- Abendruhe. Ausgewählte Chorwerke. Mozart, Verdi, Mendelssohn und mehr mit Nina Berten und dem Gesangverein Einigkeit Gustavsburg unter der Leitung von Sebastian Laverny. Leico 2006.
- Der Elefantenpups – Ein tierischer Geheimplan; Heidi Leenen mit Stefan Kaminski, Staatsorchester Rheinische Philharmonie unter der Leitung von Sebastian Laverny. Schott Music GmbH & Co.KG 2010.

## Auszeichnungen
- Stipendiat der Bayreuther Festspiele (1996)
- 2. Preis in der Karlsberg Challenge Stuttgart (1999)